# Voormalige kerk van het Gesellen Verein
De voormalige kerk van het Gesellen Verein is een kerkgebouw in de Belgische stad Brussel in het Brussels Hoofdstedelijk Gewest. De kerk staat in een gebouwblok tussen de Pletinckxstraat en de Kartuizersstraat, op ongeveer 100 meter ten westen van de Sint-Gorikshallen.

## Geschiedenis
In 1913-1918 werd de kerk gebouwd naar het ontwerp van architect A. Otto in opdracht van de Gesellen Verein/Duitse Katholieke Missie van Brussel.

## Gebouw
De niet-georiënteerde bakstenen kruiskerk is in neoromaanse stijl opgetrokken en bestaat uit een traptoren op de noordoostelijke hoek, een eenbeukig schip met twee traveeën, een transept en een koor van een travee met halfronde apsis. De traptoren is voorzien van een opengewerkte lantaarn.